# Nawsie Brzosteckie
Nawsie Brzosteckie is een dorp in de Poolse woiwodschap Subkarpaten. De plaats maakt deel uit van de gemeente Brzostek en telt 1100 inwoners.